# Pompstation Hogeweg
Het Waterpompstation is een rijksmonument aan de Hogeweg 205 in Amersfoort in de Nederlandse provincie Utrecht. 

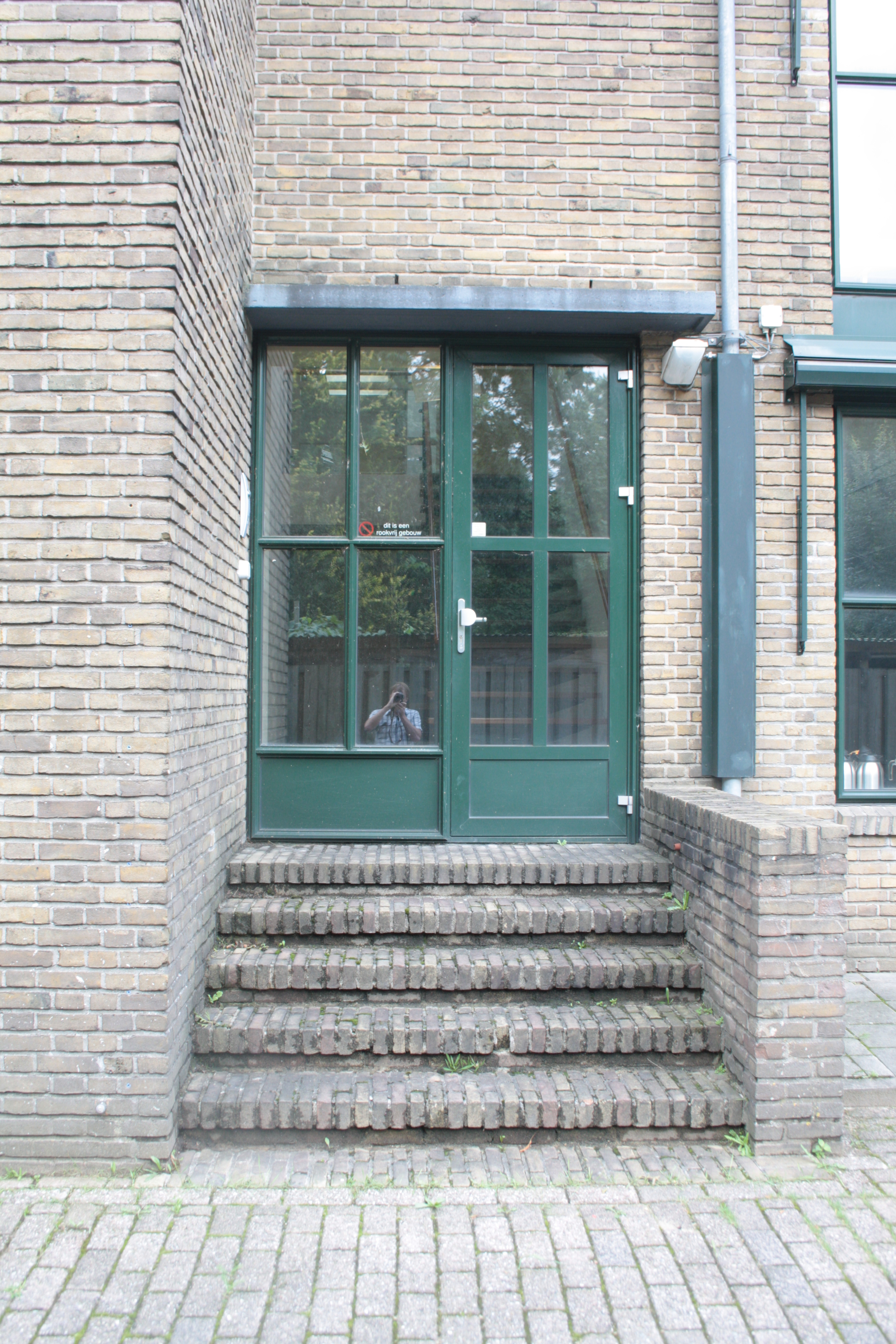
achterzijde

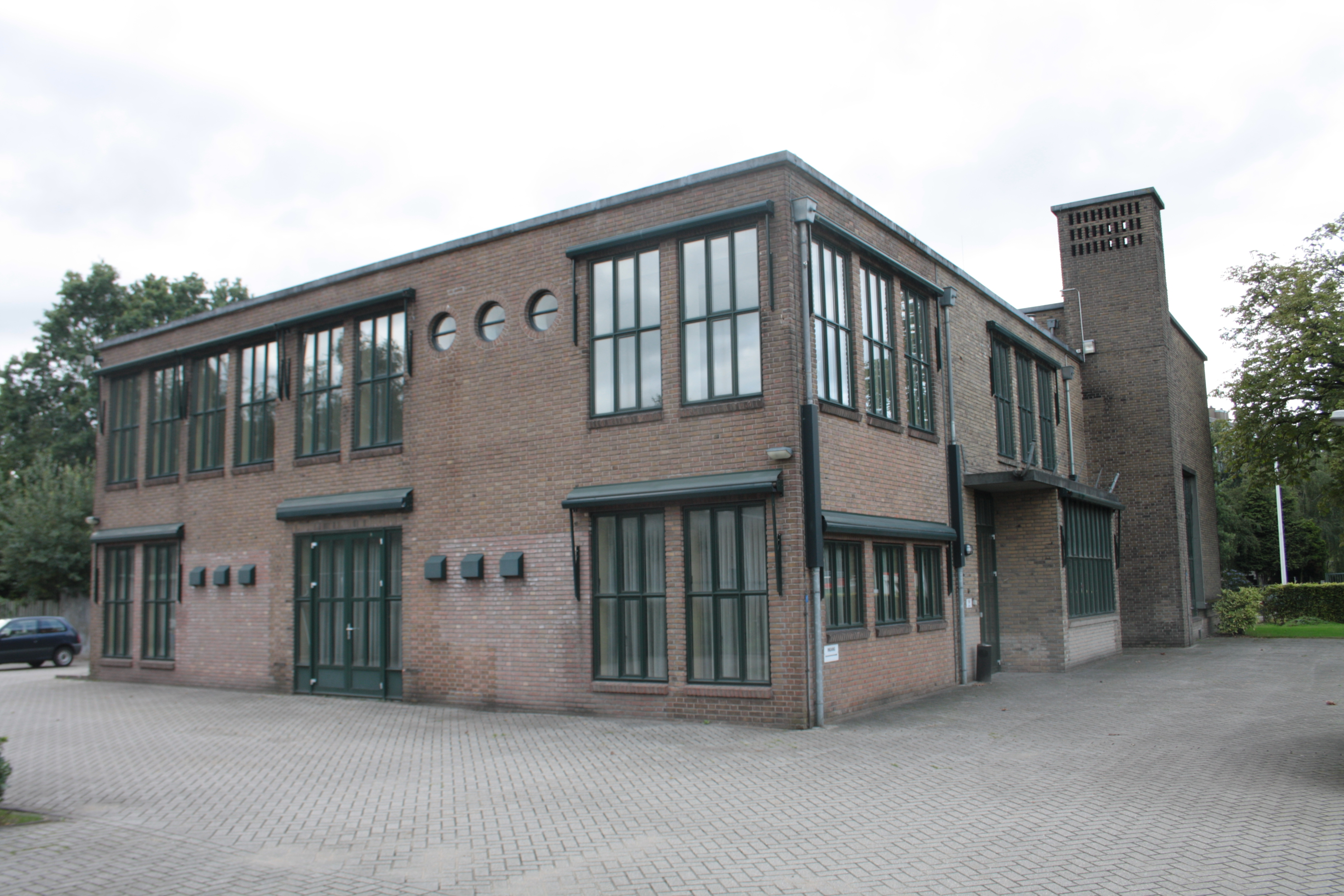
detail

Het pompstation staat op enige afstand van de Hogeweg in de wijk Schuilenburg. Het is een ontwerp uit 1935 van stadsarchitect C.B. van der Tak (1900-1977). Opdrachtgever voor de bouw was de Provinciale Utrechtse Elektriciteits Maatschappij (PUEM). De pompen waren zichtbaar vanaf de Hogeweg door de hoge vensters. Kenmerkend voor de bouwstijl 'zakelijk expressionisme' is de toepassing van nieuwe materialen, zoals stalen vensters en betonnen lijsten en zuilen. Het transformatorhuisje aan de linkerzijde vormt qua architectuur een eenheid met het pompstation. 
De plattegrond van het pompstation heeft een T-vorm. Naast de pompen in het centrale gedeelte staan rechthoekige schoorstenen. Tussen de vensters van de symmetrische voorgevel staan halfronde betonnen kolommen. In het schilddak bevinden zich twee ontluchtingsopeningen. Rechts van de entree bevinden zich drie vensters met roedenverdeling. 
De beide zijgevels zijn spiegelbeeldig identiek. Boven de entree aan de achterzijde bevindt zich een betonnen luifel.
In 1961 werd het pompstation uitgebreid. Door de aanleg van de rijksweg A28 dienden nieuwe bronnen aangeboord te worden. Deze bronnen zaten op een diepte tot 60 meter. De nieuwe pompen konden 40 kubieke meter water per uur naar boven halen. 
Toen het pompstation in 1998 zijn functie verloor kreeg het een kantoorbestemming. Sinds 2014 is er een advocatenkantoor gevestigd.